# Andrea Ceccherelli
Andrea Ceccherelli (ur. 13 lutego 1970 we Florencji) – włoski tłumacz, literaturoznawca polski na Uniwersytecie w Bolonii.

## Dydaktyka
W 1995 roku ukończył studia na Uniwersytecie we Florencji. Następnie studiował we Wrocławiu. W latach 1996–2000 uczęszczał na studia doktoranckie w rzymskim uniwersytecie La Sapienza. W 2001 obronił doktorat zatytułowany Da Surio a Skarga. Uno studio comparato dei „Żywoty świętych”. W latach 2001–2004 pracował jako badacz na Uniwersytecie w Lecce. Od 2000 naucza języka polskiego oraz wykłada polską literaturę na uniwersytecie w Bolonii. 1 lutego 2016 został mianowany profesorem zwyczajnym Uniwersytetu Bolońskiego.
W latach 2016–2018 pełnił funkcję dziekana na Wydziale Języków Obcych i Literatur na Uniwersytecie w Bolonii. Aktualnie jest kierownikiem Centrum Współczesnej Poezji.
Był zaangażowany w projekt E-LOCAL, mający na celu wspomaganie nauki języka polskiego.

## Działalność tłumaczeniowa
Jego zainteresowania naukowe to polska literatura XVI–XVII w. oraz XX w., powiązania pomiędzy włoską a polską literaturą oraz tłumaczenie tekstów. Napisał książkę o Wisławie Szymborskiej w 2016. Jest autorem tłumaczeń m.in. Miłosza czy Twardowskiego. W 2003 zdobył nagrodę „Leone Traverso – Opera prima” za tłumaczenie Pieska przydrożnego (Il cagnolino lungo la strada) Czesława Miłosza.

## Nagrody
Za zasługi na rzecz działalność wzmacniającą pozycję Polski na arenie międzynarodowej w 2012 otrzymał Odznakę Honorowe „Bene merito”, przyznawaną przez Ministra Spraw Zagranicznych RP.

## Publikacje
Prace naukowe (wybór):
- Ceccherelli A., Od Suriusa do Skargi. Badania porównawcze , czyli „Żywotach świętych”, tłum. M. Niewójt, seria: „Nauka o Literaturze Polskiej za Granicą”, t. VIII, Izabelin: Świat Literacki, 2003. ISBN 83-88612-38-7.
- Ceccherelli A., Marinellim L., Piacentinim M., Szymborska. Alfabet świata, Donzelli editore, Rzym 2016.
- Ceccherelli A., Sulla ricezione di Jan Kochanowski in Italia (1985–2020) „PL.IT” 2020, nr 11, s. 172– 81. (ISSN 2384-9266)
- Ceccherelli A., Porządek świata w harmonijnym hymnie Czego chcesz od nas, Panie Jana Kochanowskiego, [w:] Światowa historia literatury polskiej. Interpretacje, red. M. Popiel, T. Bilczewski, S. Bill, Stanley, Kraków: Wydawnictwo Uniwersytetu Jagiellońskiego, 2020, s. 41–56. ISBN 978-83-233-4837-5, 9788323371151.
- Ceccherelli A., Sulle barricate trent’anni dopo. L’esperienza dell’insurrezione di Varsavia nelle poesie di Anna Świrszczyńska, „PL.IT” 2019, nr 10, s. 64–79.
- Ceccherelli A., Obraz kultury polskiej we włoskim piśmiennictwie XIV–XVI wieku, [w]: W przestrzeni Południa. Kultura Pierwszej Rzeczypospolitej wobec narodów romańskich: estetyka, prądy i style, konteksty kulturowe, red. M. Hanusiewicz, Warszawa: Wydawnictwa Uniwersytetu Warszawskiego, 2016, s. 19–53. ISBN 978-83-235-2293-5, 9788323521471.
- Ceccherelli A., Matka Boska w poezji polskiej przełomu XVI i XVII w. (na tle porównawczym), [w]: Barok polski wobec Europy. Kierunki dialog, red. Alina Nowicka-Jeżowa, Warszawa: Wydawnictwo ANTA 2003, s. 395–415. ISBN 83-86455-02-0.
- Ceccherelli A., Włosko-polskie stosunki literackie w XVIII wieku, „Slavic Research” 1997, nr XLIV, s. 329–363.

Redagowanie i tłumaczenie tomów (wybór):
- Czesław Miłosz, Piesek w drodze, tłum. i red. A. Ceccherelli, Mediolan: Adelphi, 2002 (Piccola Biblioteca 484).
- Dla Jana Ślaskiego. Pisma magiaristów, polonistów, włoskich slawistów, red. A. Ceccherelli, D. Gheno, A. Litwornia, M. Piacentini, A.M. Raffo, Padwa: Unipress, 2005.
- Zbigniew Herbert, Rovigo, przedmowa: J. Mikołajewski, posłowie i red. A. Ceccherelli, tłum.: A. Ceccherelli, A. Niero, Rovigo :Il Ponte del Sale, 2008. ISBN 88-89615-34-6.
- Czesław Miłosz, Abbecedario, tłum. i red. A. Ceccherelli, Mediolan: Adelphi 2010 (Biblioteca Adelphi 567).
- Anna Świrszczyńska, Happy as a dog's tail, red. A. Ceccherelli, M. Wyrembelski, tłum: C. Caselli, A. Ceccherelli, M. Wyrembelski, Maddaloni: La Parlesia, 2019.
- Janusz Korczak, King Matteuccio Primo, red. A. Ceccherelli, L. Costantino, M. Wyrembelski, Catania: Villaggio Maori Edizioni, 2018.